# CUTiE
『CUTiE』（キューティ）は、宝島社から刊行されていた女性向け月刊ファッション雑誌。個性的なファッションを好む10代の少女を中心とした女性を対象に、1989年に創刊された。古着や原宿系、裏原宿系の女性雑誌として認知されていた。2015年より休刊。

## 概要
JICC出版局時代に創刊。当初は同社の看板雑誌『宝島』の女の子版という触れ込みで、同誌の増刊「別冊宝島『CUTiE』」として、年4回発行の季刊ムックの形態をとっていた。創刊当時は、1980年代に活躍したファッションモデルの中川比佐子が看板モデルをつとめ、表紙を飾った。
キャッチコピーの "for INDEPENDENT GIRLS" をテーマに、独立創刊と同時に月刊化した。
ファッションの流行の最先端を捉えた革新的な誌面に特徴があり、1990年頃まではDCブランド、1990年代からはストリートファッションの流れをつくった。当時は日本の音楽系ファッションの細分化の過渡期にあたり、装いの個性を提案する雑誌メディアとして有効に機能した。「STREET KIDS COLLECTION」と称して、読者モデルをいち早く取り入れたのも『CUTiE』であった。『CUTiE』創刊以来、宝島社からは『spring』『Smart』『mini』『sweet』『InRed』など、ストリート指向の強いファッション誌が創刊された。
また、月刊化された頃から岡崎京子の漫画が連載され、1998年には少女漫画を中心とした漫画雑誌『CUTiE Comic』が派生した。
宝島社は2015年7月29日付のプレスリリースで、同年8月11日発売の『CUTiE』9月号をもって、『宝島』とともに休刊（『宝島』は同年8月25日発売の10月号）することを発表した。

## モデル
- 中川比佐子 - 1989年の「別冊宝島」としての創刊時に看板モデルをつとめた。
- 齋藤飛鳥 - 2015年2月号 - 9月号の専属モデル。創刊以来初の専属モデルとなり、休刊に伴い専属モデルを卒業。休刊後は同社刊『Sweet』のレギュラーモデルに起用された。

## 歴代連載漫画
- ROCK（岡崎京子）
- 東京ガールズブラボー（岡崎京子） - 1990年から1992年まで。
- PEACE GIRL WAR DOG（奥平イラ）
- リバーズ・エッジ（岡崎京子） - 1993年から1994年まで。
- うたかたの日々（岡崎京子）
- ベイビーG（安野モヨコ）
- ジェリー イン ザ メリィゴーラウンド（安野モヨコ） - 1996年から1998年まで。
- ジェリービーンズ（安野モヨコ） - 1998年から2002年まで。
- バッファロー5人娘（安野モヨコ）[8]
- ヘチマミルク（コナリミサト）
- MAKE A GO★GO（たまきちひろ）
- ハツタイケン（水元ローラ）

## 関連書籍
- CUTiE特別編集『別冊宝島 中川比佐子のメイクブック』JICC出版局、1990年3月8日。雑誌コード 65988-70（絶版）[9]
  - 巻頭特集「金子國義の世界」、山口小夜子「カジュアルな着物の話」、渡辺サブロオ「光と影の90年代メイク」ほか掲載。
- CUTiE特別編集『中川比佐子のチャームブック』JICC出版局（CUTiE BOOKS）、1991年3月10日。ISBN 978-4796601085（絶版）[10]